# Linanthus bicolor
Leptosiphon bicolor là một loài thực vật có hoa trong họ Polemoniaceae. Loài này được (Nutt.) Greene mô tả khoa học đầu tiên năm 1892.

## Hình ảnh

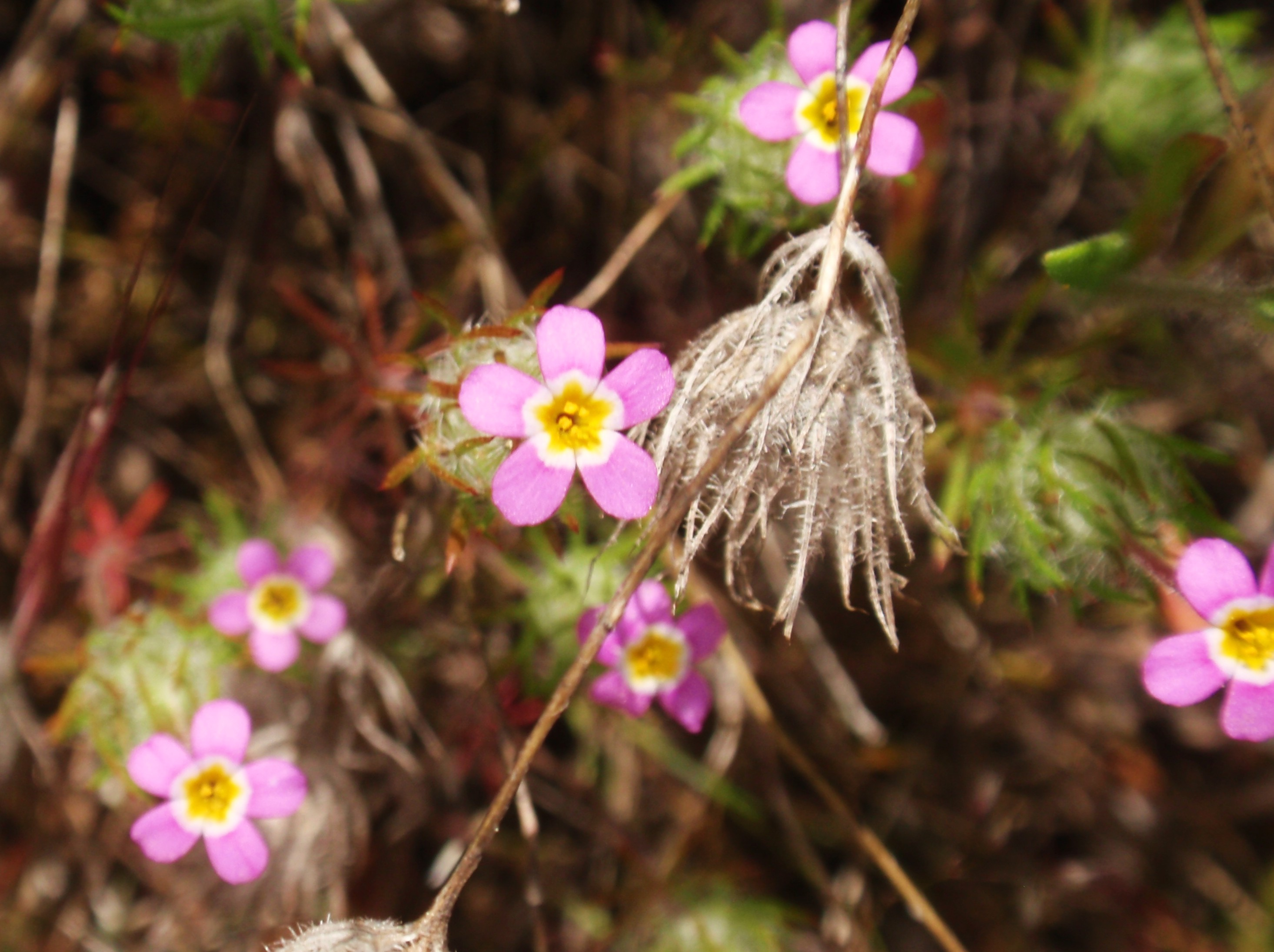
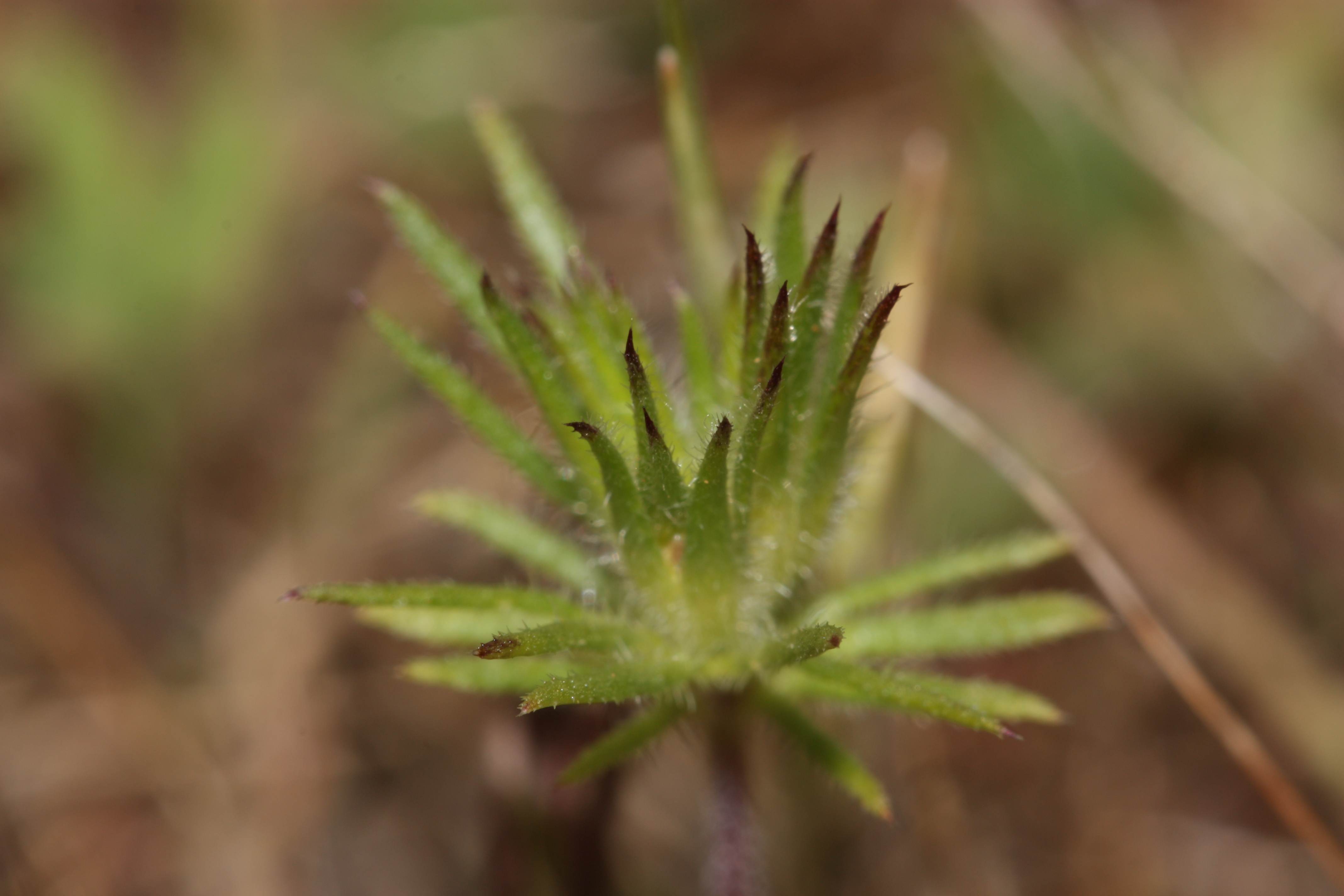
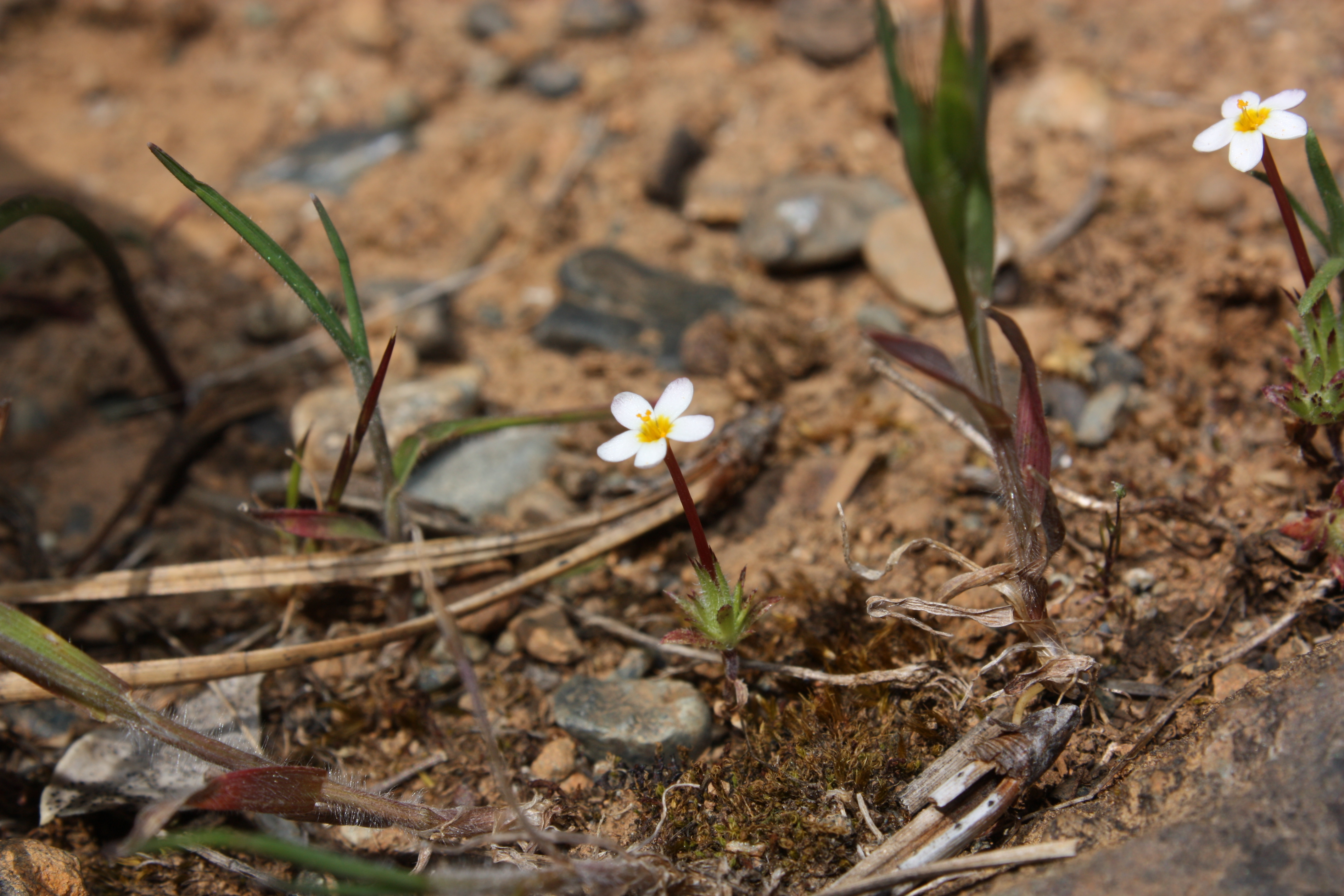
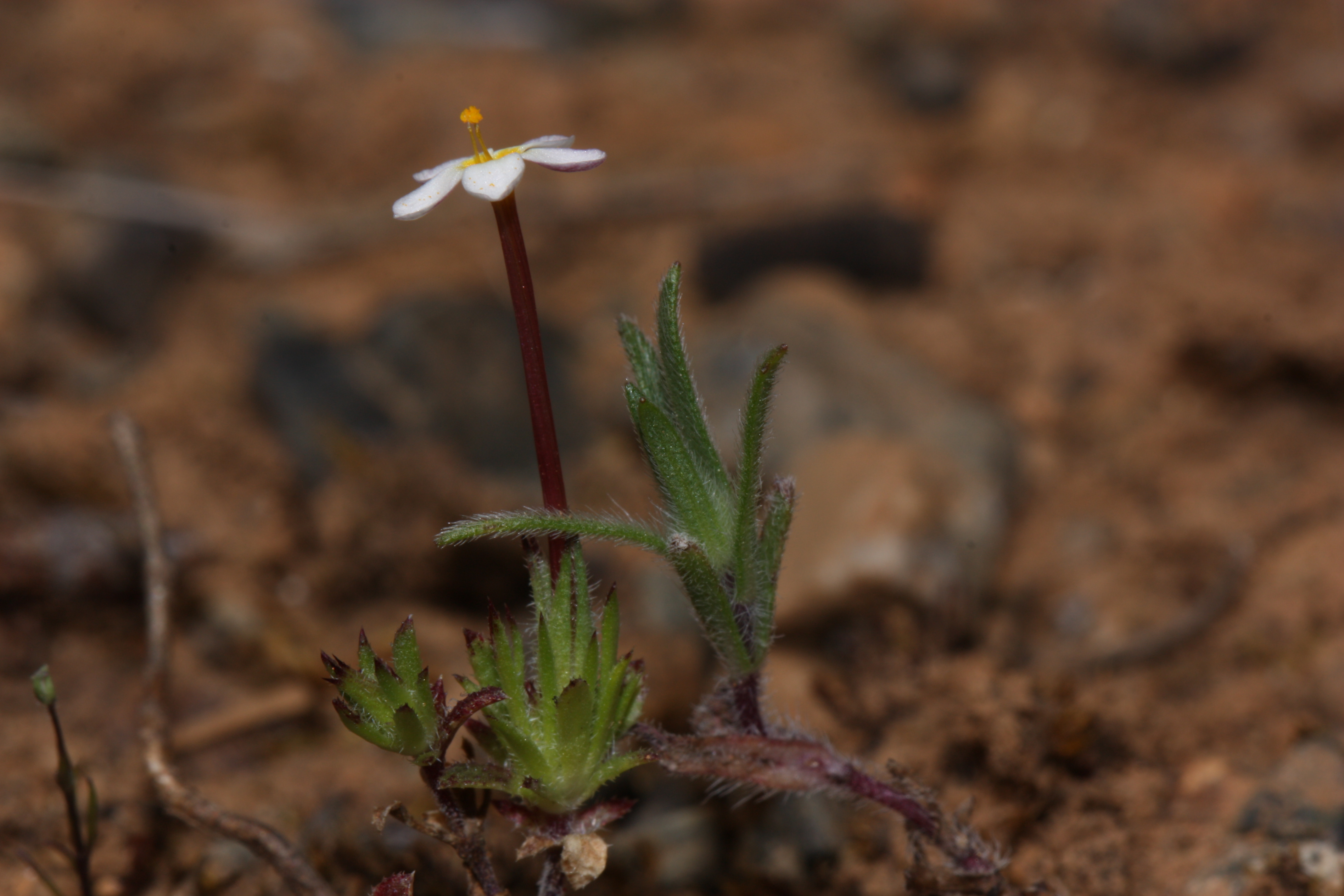